# Ётуны

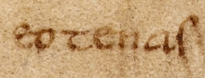
Упоминание ётунов в древнем тексте

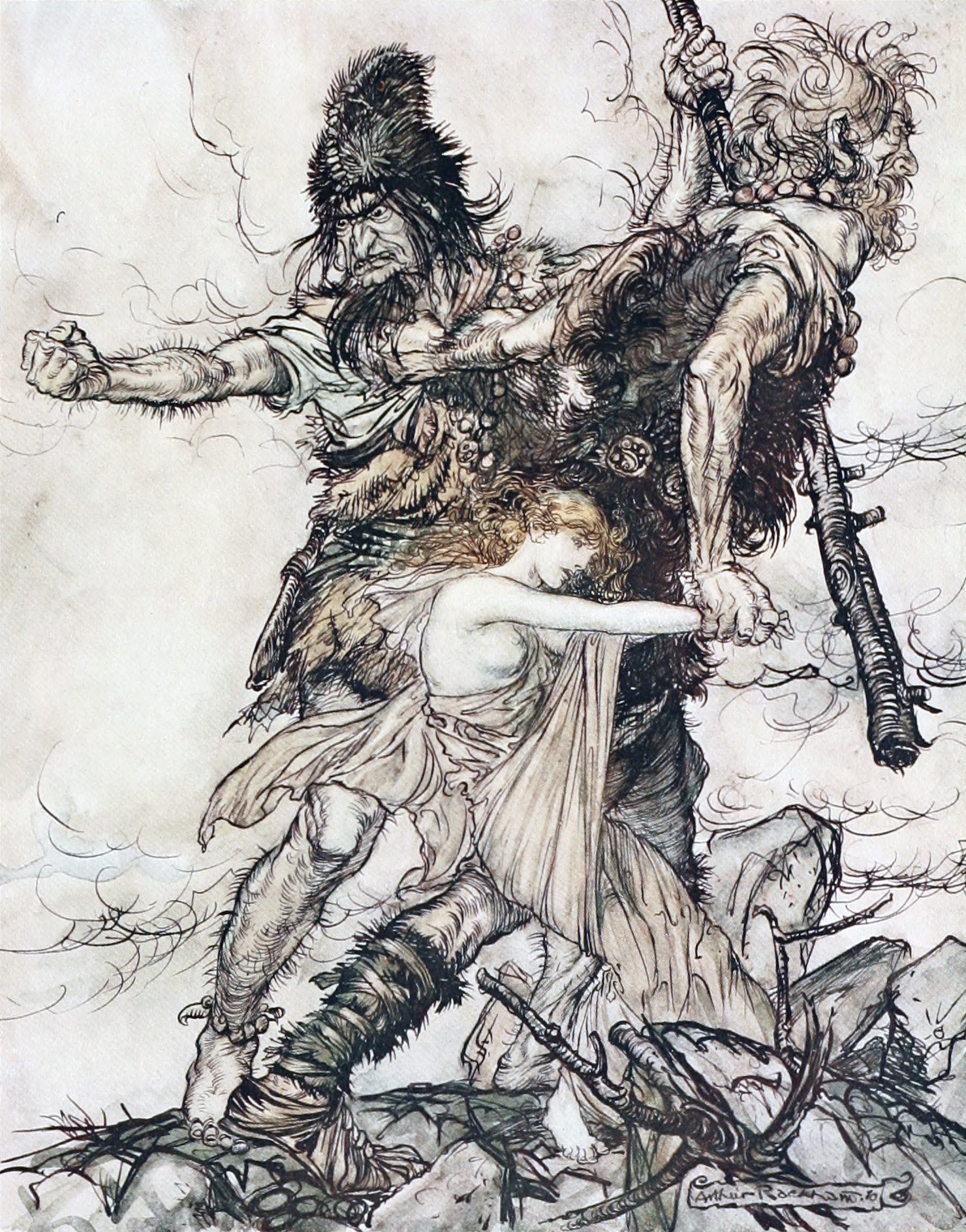
Современная иллюстрация

Ётуны, или йо́туны (др.-сканд. Jötunn — обжора) в германо-скандинавской мифологии, — великаны (турсы) семейства хримтурсов (инеистых великанов), правнуки Имира. Ётуны жили в Ётунхейме и Нифльхейме, отличались силой и ростом и были противниками асов и людей. С одной стороны, ётуны — это древние исполины, первые обитатели мира, по времени предшествующие богам и людям. С другой — это жители холодной каменистой страны на северной и восточной окраинах земли (Ётунхейм, Утгард), представители стихийных демонических природных сил, враги асов. Они во что бы то ни стало стремились отнять у последних жён — богинь Фрейю и Идунн, их волшебные атрибуты — молот Тора, молодильные яблоки Идунн, кольцо Драупнир и т. д. В конце концов инеистые великаны были побеждены асами, возглавляемыми Одином.
По древнескандинавским легендам (например Старшая и Младшая Эдда, Перебранка Локи, Речи Вафтруднира, Мёд поэзии и др.) ётуны отличались чрезвычайно злобным характером и, хотя были довольно простодушными, в отличие от искушённых и хитрых асов, некоторые из них (Вафтруднир, Мимир, Эгир) были хранителями древней мудрости. Однако большинство имело атавистичные, либо часто просто чудовищные черты (родство с чудовищами, многоглавость как у Трудгельмира), что символизировало дикую природу ётунов. Локи, сам по рождению великан, в обличье животных сходился с великанами и животными, порождал чудовищ и химер (Фенрир, Ёрмунганд, Хель, Слейпнир), часто демонстрируя двуполость.
Считалось, что именно ётуны вызывают бури, горные обвалы и прочие стихийные бедствия.
В более поздних (после принятия скандинавами христианства) легендах ётуны стали отождествляться с троллями.

## Инеистые великаны
Инеистые великаны или хри́мтурсы (др.-сканд. hrímþursar) — предвечные великаны, жившие ещё до асов. Их прародителем был Имир. Во время убийства Имира асами почти весь род инеистых великанов погиб. Считалось, что выжил только Бергельмир со своей супругой, породившие ётунов.
Список:
- Бергельмир
- Бестла (Бесла) — великанша, супруга Бёра, мать асов.
- Бёльторн — отец Бестлы.
- Имир — первое живое существо.
- Скади — дочь Тьяцци, богиня-охотница, покровительница лыжниц, жена Ньёрда.
- Тьяцци (Тиаци) — повелитель зимних бурь, с помощью Локи похитил Идун и её золотые яблоки, был убит Одином, сделавшим из глаз поверженного противника звёзды.
- Трудгельмир — шестиголовый великан, сын Имира, отец Бергельмира.

## Список ётунов
- Ангрбода — великанша, родившая от Локи трёх чудовищ: волка Фенрира, змея Ёрмунганда и сине-белую смерть — Хель.
- Бауги — сын Гиллинга, младший брат Гуттунга, помог Одину добыть «мёд поэзии».
- Бёльторн — один из инеистых великанов, дед Одина по материнской линии.
- Бюлейст — брат Локи.
- Биллинг — отец Ринд.
- Вафтруднир — великан, состязавшийся с Одином в мудрости.
- Гейррёд — один из князей великанов, проживал в Ётунхейме, был убит Тором.
- Герд — владычица всех рек, озёр и водопадов Ётунхейма.
- Гиллинг — великан, убитый цвергами Фьяларом и Галаром из-за «мёда поэзии».
- Грид — великанша, родившая Одину сына Видара; помогала Тору.
- Грунгнир — один из князей великанов, имеющий каменные голову и сердце, убит Тором на поединке.
- Гуннлед — дочь Гуттунга, охранявшая «мёд поэзии».
- Гуттунг — сын Гиллинга, забравший «мёд поэзии» у гномов.
- Гьяльп и Грейп — дочери Гейррёда, убиты Тором.
- Ёрд - богиня земли, мать Тора.
- Лаувейя — мать Локи, Бюлейста и Хельблинди.
- Кари — великан, отождествляемый с ветром.
- Локи — ётун, принятый асами в Асгард за его ум и находчивость; плут и шутник, причина большинства бед асов, Локи вызовет Рагнарёк и гибель мира, поскольку сохранил злобу и коварство, присущее великанам-ётунам. Культурный герой с отрицательной окраской, плут-трикстер.
- Мани — бог Луны, управляющий ходом звёзд.
- Менья — одна из двух сестёр-великанш, моловшая на мельничных жерновах Гротти.
- Мимир — хранитель Источника Мудрости у корней мирового ясеня Иггдрасиль, которому Один отдал один свой глаз за право выпить из источника.
- Модгуд — великанша, служанка Хель.
- Мёккуркальви — исполин, вылепленный великанами из глины в помощь Грунгниру в битве с Тором, был убит помощником Тора Тиальфи.
- Мундильфёри — отец Мани и Соль, был наказан асами за гордыню.
- Нарви — отец Нотт.
- Ран — супруга Эгира, помогает мужу, собирая тела утонувших людей.
- Ринд — мать Вали.
- Скримир — великан, встреченный Тором во время путешествия в Утгард.
- Снэр — великан, отождествляемый со снегом.
- Суттунг — великан.
- Сурт — великан, правитель Муспельхейма, вооруженный огненным мечом.
- Соль (Суль, Сунна) — солнце, сестра месяца Мани.
- Токк — великанша, в которую превратился Локи, чтобы не допустить возвращения Бальдра из царства мёртвых.
- Трим — похититель молота Тора.
- Утгарда-Локи — великан из Ётунхейма (Утгарда), возможно, одно из воплощений Локи.
- Фарбаути — отец Локи.
- Фенья — одна из двух сестёр-великанш, моловшая на мельничных жерновах Гротти
- Форньот — отец Кари, Логи и Эгира.
- Хель — порождение Локи, хозяйка царства мёртвых.
- Хельблинди — брат Локи.
- Хресвельг — управляющий ветрами.
- Хрюм — великан, который управляет Нагльфаром, кораблем мертвецов.
- Хюмир — великан, с которым Тор плавал на «ловлю» змея Ёрмунганда и у которого позже забрал котёл для пиршества.
- Хюрроккин — великанша, которая помогла асам спустить на воду погребальный корабль Бальдра.
- Эгир — морской великан, владыка моря, друг асов.
- Элли — великанша, которая в поединке с Тором заставила его опуститься на одно колено.
- Ярнсакса — возлюбленная Тора, родила ему сына Магни.